# San Giorgio del Sannio
San Giorgio del Sannio je italská obec v provincii Benevento v oblasti Kalábrie.
K 31. prosinci 2011 zde žilo 9 947 obyvatel.

## Sousední obce
Apice, Calvi, Paduli, San Martino Sannita, San Nazzaro, San Nicola Manfredi